# Deborah Kerr
Deborah Jane Kerr-Trimmer (IPA [debra kaː]; Glasgow, 30 settembre 1921 – Botesdale, 16 ottobre 2007) è stata un'attrice britannica.
Fu premiata col Golden Globe per la migliore attrice in un film commedia o musicale per Il re ed io (1956), e nel 1994 ricevette il premio Oscar alla carriera, che le venne consegnato da Glenn Close.

## Biografia
Il suo cognome suonava in scozzese diversamente dall'inglese standard, tanto che negli Stati Uniti nacque un detto sulla sua pronuncia, «Kerr rhymes with star» (Kerr fa rima con "star").
Figlia d'arte (i suoi genitori erano attori di teatro), inizialmente era interessata alla carriera di ballerina ma alla fine degli anni trenta si dedicò alla recitazione.
ll suo primo film fu Contrabbando (1940) di Michael Powell, ma le scene in cui comparve furono tagliate nel montaggio finale. La sua prima vera apparizione cinematografica risale quindi all'anno successivo nella commedia Il maggiore Barbara (1941) di Gabriel Pascal.
Dopo Duello a Berlino (1943) di Michael Powell ed Emeric Pressburger, Intermezzo matrimoniale (1945) di Alexander Korda e Narciso nero (1947) diretto ancora da Powell e Pressburger, tutti di produzione britannica, passò al cinema hollywoodiano con il film Edoardo mio figlio (1948) di George Cukor. Interpretò spesso ruoli di donna di classe, aristocratica ma poco passionale, in decine di famose pellicole nei più svariati generi (commedie, musical, melodrammi, avventurosi, storici, kolossal, guerra, biografici, thriller), da Le miniere di re Salomone (1950) di Compton Bennett e Andrew Marton, con Stewart Granger, a Bagliori ad Oriente (1951) di Charles Vidor, con Alan Ladd, da Quo vadis (1951) di Mervyn LeRoy, con Peter Ustinov, a Giulio Cesare (1953) di Joseph L. Mankiewicz, accanto a Marlon Brando.
Stanca di interpretare ruoli piuttosto decorativi, e desiderosa di confrontarsi in prove più difficili come nel periodo inglese, l'attrice decise di cambiare agente e la sua carriera ebbe una svolta. Nel 1953 infatti ebbe il ruolo di protagonista femminile accanto a Burt Lancaster in Da qui all'eternità (1953), film diretto da Fred Zinnemann e vincitore di otto Premi Oscar; nel cast erano compresi Frank Sinatra, Montgomery Clift, Donna Reed ed Ernest Borgnine. Nonostante la diffidenza iniziale del boss della Columbia, il regista fu d'accordo nell'affidarle il ruolo della moglie del comandante della base che intreccia delle relazioni con i collaboratori del marito. L'intensa interpretazione della Kerr è ricordata anche per una delle più lunghe e sensuali sequenze d'amore della storia del cinema, quella girata sulla spiaggia con Burt Lancaster, e che allora venne giudicata molto audace. Dopo aver sospeso l'attività cinematografica per due anni, a seguito di una gravidanza, l'attrice tornò sul grande schermo con il musical Il re ed io (1956) di Walter Lang, che aveva già interpretato a Broadway accanto a Yul Brynner, e nella commedia Tè e simpatia (1956) di Vincente Minnelli.

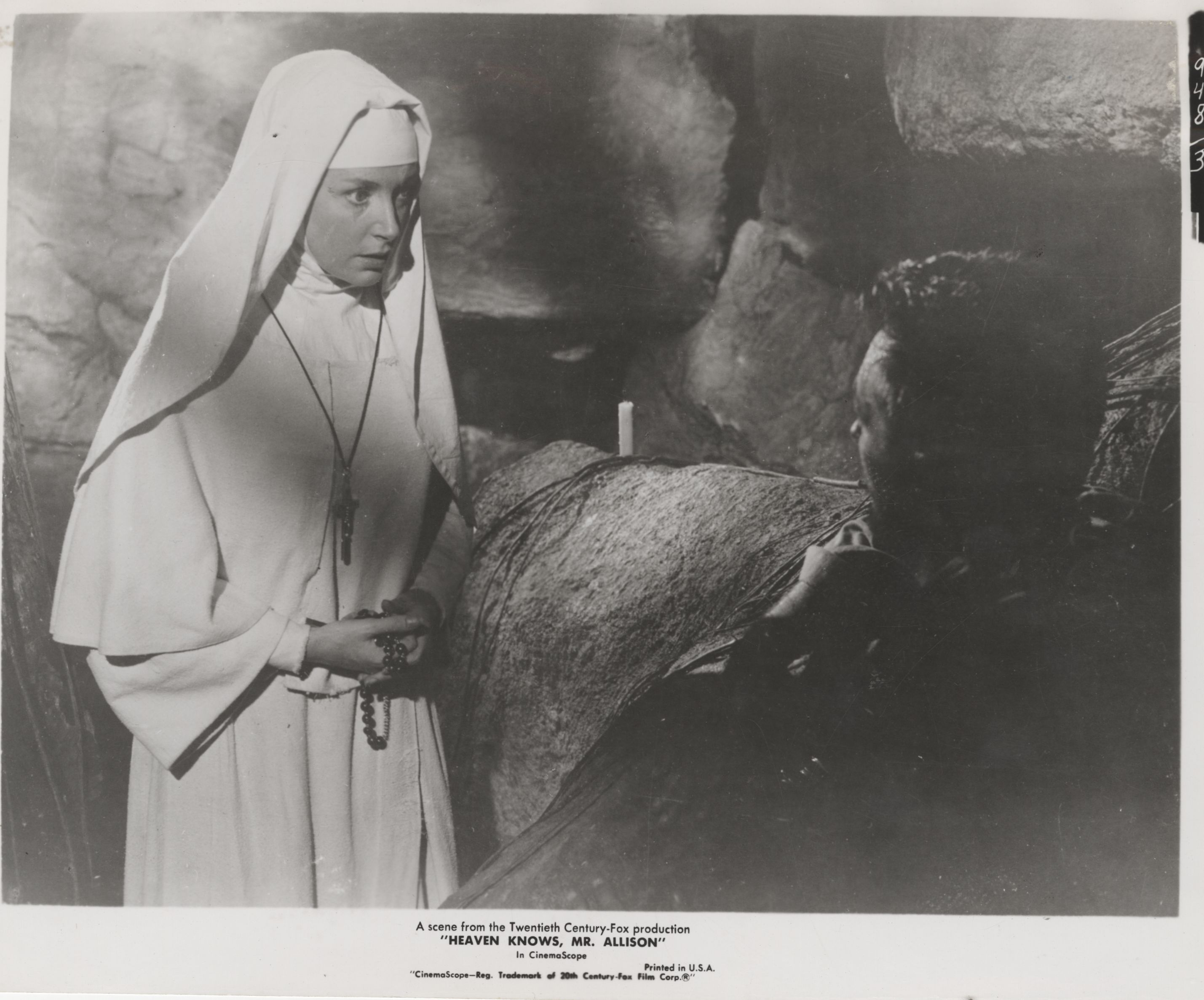
Deborah Kerr in L'anima e la carne

Negli anni successivi ottenne nuovi e prestigiosi successi con L'anima e la carne (1957) di John Huston, dove vestì i panni di una suora che si ritrova sola in un'isola del Pacifico con il burbero ma leale soldato interpretato da Robert Mitchum. Ancora insieme a Mitchum partecipò a I nomadi (1960) di Fred Zinnemann. Recitò accanto a Cary Grant nel romantico Un amore splendido (1957) di Leo McCarey, Buongiorno tristezza (1958) di Otto Preminger, Tavole separate (1958) di Delbert Mann, dove lavorò accanto a David Niven, Rita Hayworth e Burt Lancaster; recitò nuovamente con Yul Brynner in Il viaggio (1959) di Anatole Litvak, e interpretò la columnist Sheila Graham in Adorabile infedele (1959) di Henry King, con Gregory Peck nel ruolo dello scrittore Francis Scott Fitzgerald.
Interprete elegante, raffinata e molto apprezzata dalla critica, la Kerr continuò a lavorare intensamente durante tutti gli anni sessanta, affiancando ancora Robert Mitchum, oltre che Cary Grant e Jean Simmons, nella commedia sofisticata L'erba del vicino è sempre più verde (1960) di Stanley Donen, e nel giallo Il dubbio (1961) di Michael Anderson, ultimo film in cui apparve Gary Cooper. Fu soprattutto il regista John Huston a valorizzarla in quel periodo, scritturandola per La notte dell'iguana (1964), accanto a Richard Burton, Ava Gardner e Sue Lyon. Dopo Patto a tre (1965) di Jack Donohue, James Bond 007 - Casino Royale (1967), con David Niven, e I temerari (1969) di John Frankenheimer, con Gene Hackman e Burt Lancaster, lavorò nel dramma Il compromesso (1969) di Elia Kazan, accanto a Kirk Douglas e Faye Dunaway.

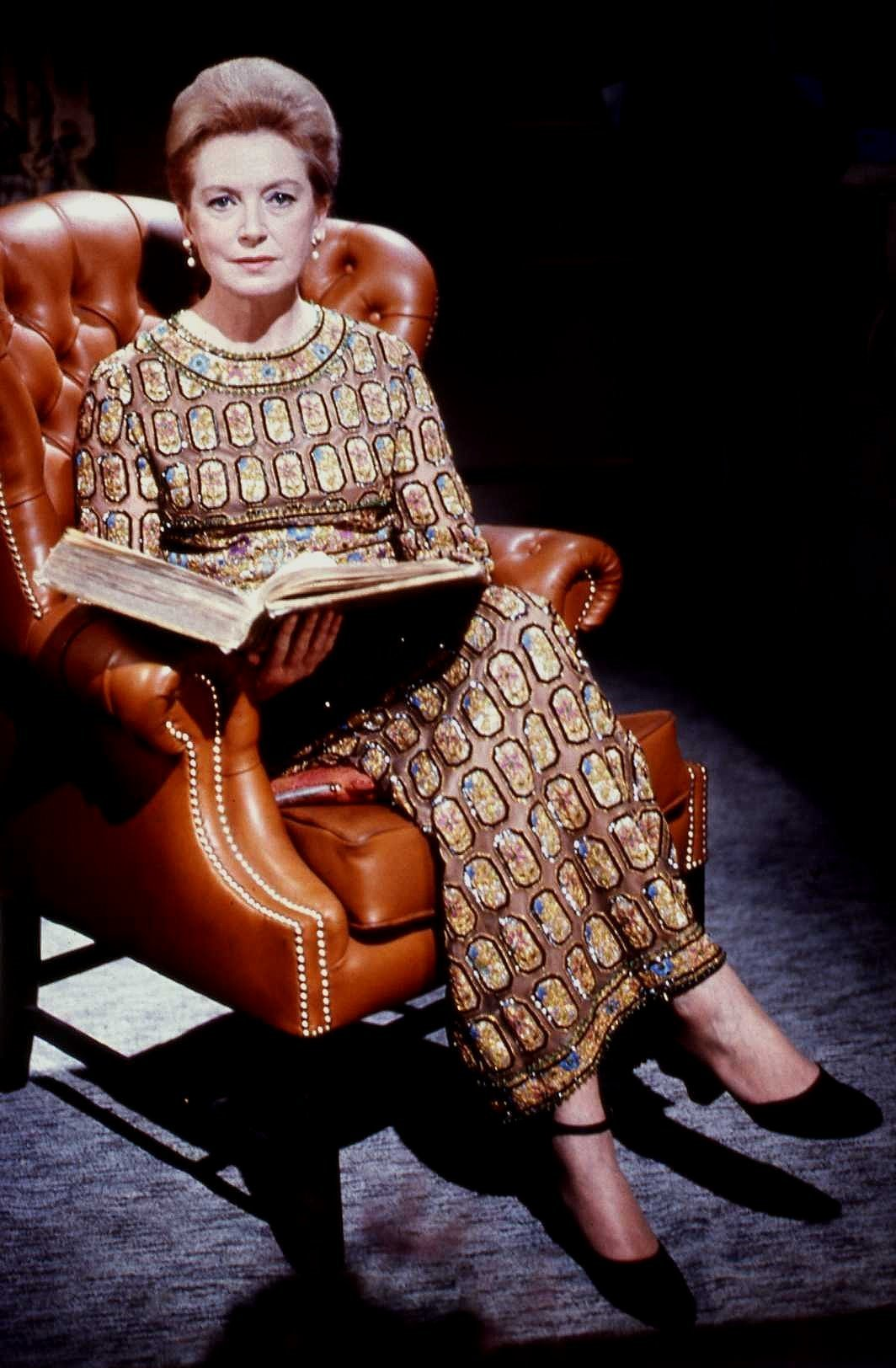
Deborah Kerr fotografata da Allan Warren nel 1973

In quegli anni recitò nuovamente insieme a David Niven nel thriller Cerimonia per un delitto (1966) di J. Lee Thompson, e nella commedia Prudenza e la pillola (1968) di Fielder Cook. Due delle sue migliori interpretazioni di quel decennio restano però quella della governante sessuofoba in Suspense (1961) di Jack Clayton, film tratto dal racconto Il giro di vite di Henry James, e nuovamente di una governante, piena di segreti, ne Il giardino di gesso (1964) di Ronald Neame, in cui affiancò John Mills, Edith Evans e la giovane Hayley Mills. Dopo 16 anni di lontananza dal cinema, quasi interamente passati tra privato e piccole apparizioni per la televisione, tornò sul grande schermo con il film Il giardino indiano (1985) di Mary McMurray. Nel 1994 fu premiata con l'Oscar onorario alla carriera.
Deborah Kerr morì all'età di 86 anni, per complicazioni della malattia di Parkinson, nel villaggio di Botesdale, nel Suffolk.

## Vita privata
Deborah Kerr si sposò in prime nozze con il comandante di squadriglia della RAF Anthony Bartley il 29 novembre 1945. La coppia ebbe due figlie, Melanie Jane (nata il 27 dicembre 1947) e Francesca Ann (nata il 18 dicembre 1951, che sposò l'attore John Shrapnel).
Il matrimonio fu turbolento, a causa dell'invidia di Bartley per la fama e il successo finanziario della moglie, e a causa della sua carriera che spesso la teneva lontana da casa. Essi divorziarono nel 1959.
Sposò in seconde nozze l'autore Peter Viertel il 23 luglio 1960. Sposando Viertel, ella divenne matrigna della di lui figlia, Christine Viertel. Dopo aver vissuto a lungo a Klosters, (Svizzera) e a Marbella, (Spagna), la Kerr rientrò in Gran Bretagna per essere più vicina alle proprie figlie, quando la sua salute incominciò a deteriorarsi. Suo marito, comunque, continuò a vivere a Marbella.
Stewart Granger sostenne nella sua autobiografia che nel 1945 lei si era avvicinata a lui in modo romantico sul sedile posteriore della sua auto guidata da un autista nel periodo in cui lei stava girando Cesare e Cleopatra. Sebbene egli fosse sposato con Elspeth March, sostenne che lui e la Kerr ebbero una relazione. Quando le fu domandato a proposito di questa rivelazione, la risposta di Kerr fu: "Che uomo splendido è!"

## Filmografia

### Cinema
- Contrabbando (Contraband), regia di Michael Powell (1940) (scene cancellate)
- Il maggiore Barbara (Major Barbara), regia di Gabriel Pascal (1941)
- Love on the Dole, regia di John Baxter (1941)
- Pennsylvania (Penn of Pennsylvania), regia di Lance Comfort (1942)
- Il castello del cappellaio (Hatter's Castle), regia di Lance Comfort (1942)
- The Day Will Dawn, regia di Harold French (1942)
- Duello a Berlino (The Life and Death of Colonel Blimp), regia di Michael Powell ed Emeric Pressburger (1943)
- Intermezzo matrimoniale (Perfect Strangers), regia di Alexander Korda (1945)
- Agente nemico (I See a Dark Stranger), regia di Frank Launder (1946)
- Narciso nero (Black Narcissus), regia di Michael Powell ed Emeric Pressburger (1947)
- I trafficanti (The Hucksters), regia di Jack Conway (1947)
- Peccatori senza peccato (If Winter Comes), regia di Victor Saville (1947)
- Edoardo mio figlio (Edward, My Son), regia di George Cukor (1949)
- Credimi (Please Believe Me), regia di Norman Taurog (1950)
- Le miniere di re Salomone (King Solomon's Mines), regia di Compton Bennett e Andrew Marton (1950)
- Quo vadis (Quo Vadis?), regia di Mervyn LeRoy (1951)
- Il prigioniero di Zenda (The Prisoner of Zenda), regia di Richard Thorpe (1952)
- Bagliori ad Oriente (Thunder in the East), regia di Charles Vidor (1952)
- La regina vergine (Young Bess), regia di George Sidney (1953)
- Giulio Cesare (Julius Caesar), regia di Joseph L. Mankiewicz (1953)
- La sposa sognata (Dream Wife), regia di Sidney Sheldon (1953)
- Da qui all'eternità (From Here to Eternity), regia di Fred Zinnemann (1953)
- La fine dell'avventura (The End of the Affair), regia di Edward Dmytryk (1955)
- Anche gli eroi piangono (The Proud and Profane), regia di George Seaton (1956)
- Il re ed io (The King and I), regia di Walter Lang (1956)
- Tè e simpatia (Tea and Sympathy), regia di Vincente Minnelli (1956)
- L'anima e la carne (Heaven Knows, Mr. Allison), regia di John Huston (1957)
- Un amore splendido (An Affair to Remember), regia di Leo McCarey (1957)
- Baciala per me (Kiss Them for Me), regia di Stanley Donen (1957) (voce, non accreditata)
- Buongiorno tristezza (Bonjour tristesse), regia di Otto Preminger (1958)
- Tavole separate (Separate Tables), regia di Delbert Mann (1958)
- Il viaggio (The Journey), regia di Anatole Litvak (1959)
- Il marito latino (Count Your Blessings), regia di Jean Negulesco (1959)
- Adorabile infedele (Beloved Infidel), regia di Henry King (1959)
- I nomadi (The Sundowners), regia di Fred Zinnemann (1960)
- L'erba del vicino è sempre più verde (The Grass Is Greener), regia di Stanley Donen (1960)
- Il dubbio (The Naked Edge), regia di Michael Anderson (1961)
- Suspense (The Innocents), regia di Jack Clayton (1961)
- Il giardino di gesso (The Chalk Garden), regia di Ronald Neame (1964)
- La notte dell'iguana (The Night of the Iguana), regia di John Huston (1964)
- Patto a tre (Marriage on the Rocks), regia di Jack Donohue (1965)
- Cerimonia per un delitto (Eye of the Devil), regia di J. Lee Thompson (1966)
- James Bond 007 - Casino Royale (Casino Royale), regia di Val Guest e Ken Hughes (1967)
- Prudenza e la pillola (Prudence and the Pill), regia di Fielder Cook e Ronald Neame (1968)
- I temerari (The Gypsy Moths), regia di John Frankenheimer (1969)
- Il compromesso (The Arrangement), regia di Elia Kazan (1969)
- Il giardino indiano (The Assam Garden), regia di Mary McMurray (1985)
- L'ultima parola - La vera storia di Dalton Trumbo (Trumbo), regia di Jay Roach (2015) (repertorio)

### Televisione
- BBC2 Playhouse – serie TV, episodio A Song at Twilight (1982)
- Testimone d'accusa (Witness for the Prosecution) – film TV (1982)
- A Woman of Substance – miniserie TV (1984)
- Ritorno alla base (Reunion at Fairborough) – film TV (1985)
- Hold the Dream – film TV (1986)

#### Documentari su Deborah Kerr
- Le dee dell'amore (The Love Goddesses) di Saul J. Turell – filmati di repertorio (1965)

## Riconoscimenti
- Premio Oscar

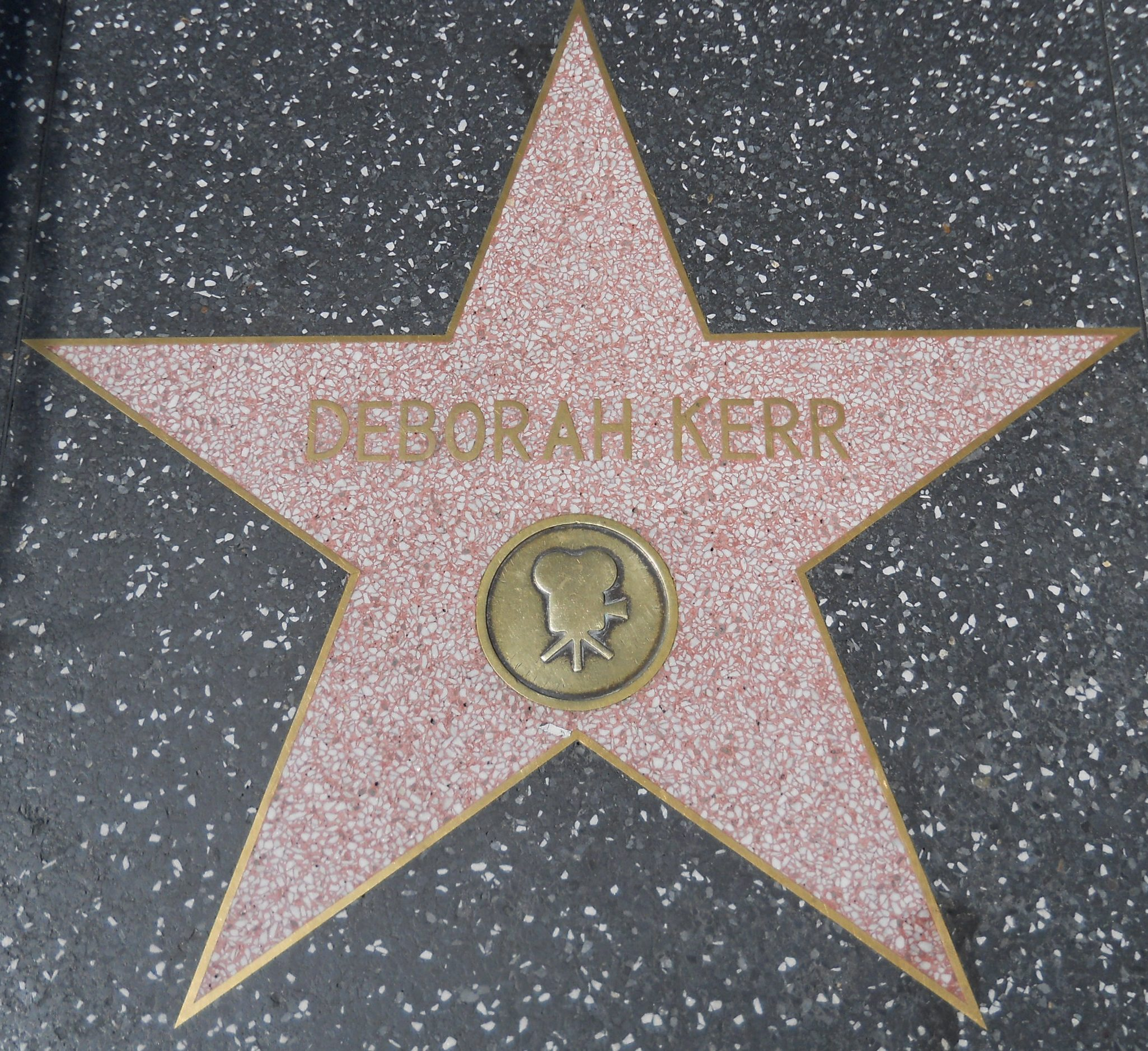
La sua stella nella Hollywood Walk of Fame

  - 1950 – Candidatura alla migliore attrice protagonista per Edoardo mio figlio
  - 1954 – Candidatura alla migliore attrice protagonista per Da qui all'eternità
  - 1957 – Candidatura alla migliore attrice protagonista per Il re ed io
  - 1958 – Candidatura alla migliore attrice protagonista per L'anima e la carne
  - 1959 – Candidatura alla migliore attrice protagonista per Tavole separate
  - 1961 – Candidatura alla migliore attrice protagonista per I nomadi
  - 1994 – Oscar onorario per essere stata "un'artista dalla impeccabile grazia e bellezza, un'attrice dedicata che ha condotto la sua carriera cinematografica sempre con perfezione, disciplina ed eleganza"

- Golden Globe
  - 1950 – Candidatura alla migliore attrice in un film drammatico per Edoardo mio figlio
  - 1957 – Migliore attrice in un film commedia o musicale per Il re ed io
  - 1958 – Candidatura alla migliore attrice in un film drammatico per L'anima e la carne
  - 1959 – Candidatura alla migliore attrice in un film drammatico per Tavole separate
  - 1959 – Henrietta Award

- British Academy Film Awards
  - 1956 – Candidatura alla migliore attrice britannica per La fine dell'avventura
  - 1958 – Candidatura alla migliore attrice britannica per Tè e simpatia
  - 1962 – Candidatura alla migliore attrice britannica per I nomadi
  - 1965 – Candidatura alla migliore attrice britannica per Il giardino di gesso

- David Donatello
  - 1959 – Migliore attrice straniera per Tavole separate
  - 1987 – Candidatura alla migliore attrice straniera per Il giardino indiano

- Premio Emmy
  - 1985 – Candidatura alla miglior attrice non protagonista in una miniserie TV o in un film TV per Una donna di sostanza

## Doppiatrici italiane
Nelle versioni in italiano delle opere in cui ha recitato, Deborah Kerr è stata doppiata da:
- Renata Marini in Duello a Berlino (Barbara Wynne), Edoardo mio figlio, Credimi, Il prigioniero di Zenda, Bagliori ad Oriente, La regina vergine, Giulio Cesare, La sposa sognata, Da qui all'eternità, Tè e simpatia, Tavole separate, La notte dell'iguana
- Lydia Simoneschi in Il castello del cappellaio, I trafficanti, La fine dell'avventura, Anche gli eroi piangono, Un amore splendido, Il viaggio, Adorabile infedele, I nomadi, L'erba del vicino è sempre più verde, Suspense, Il giardino di gesso
- Rosetta Calavetta in Duello a Berlino (Edith Hunter), Patto a tre, Prudenza e la pillola, Il compromesso
- Gemma Griarotti in Quo vadis, I temerari
- Dhia Cristiani in Il re ed io, L'anima e la carne
- Andreina Pagnani in Buongiorno tristezza, Il dubbio
- Clelia Bernacchi in Duello a Berlino (Angela "Johnny" Cannon)
- Evi Maltagliati in Narciso nero
- Anna Proclemer in Le miniere di re Salomone
- Rita Savagnone in James Bond 007 - Casino Royale
- Anna Miserocchi in Il giardino indiano
- Sonia Scotti in Edoardo mio figlio (ridoppiaggio)
- Benedetta Degli Innocenti in L'ultima parola - La vera storia di Dalton Trumbo (repertorio)

Da doppiatrice è stata sostituita da:
- Dhia Cristiani in Baciala per me